# Sybistroma crinipes
Sybistroma crinipes is een vliegensoort uit de familie van de slankpootvliegen (Dolichopodidae). De wetenschappelijke naam van de soort is voor het eerst geldig gepubliceerd in 1842 door Rasmus Carl Staeger.